# Танцюра, Алексей Андроникович
Алексей Андроникович Танцю́ра (1908—1994) — советский и российский учёный в области систем сигнализации, централизации и блокировки и связи на железнодорожном транспорте, лауреат двух Сталинских премий третьей степени (1949, 1952), заслуженный изобретатель РСФСР.

## Биография
Окончил Киевский политехнический институт (1931).
В 1931 — 1992 годах работал в НИИЖТ в должностях от инженера и младшего научного сотрудника до руководителя лаборатории.
По совместительству — доцент МИИС, читал специальные курсы «Проектирование приёмных радиоцентров» и «Линии радиосвязи и радиобюро».
Кандидат технических наук.

## Признание
- Сталинская премия третьей степени (1949) — за разработку нового автостопа (точечный индуктивно-резонансный автостоп).
- Сталинская премия третье степени (1952) — за разработку и внедрение локомотивной автоматической сигнализации с непрерывным автостопом (система автоматической локомотивной сигнализации непрерывного типа).
- заслуженный изобретатель РСФСР (3.12.1963).

## Сочинения
- Радиостанция типа ЖР-5 [Текст] / А. А. Танцюра, К. Н. Ерпылов. - Москва : Транспорт, 1964. - 164 с., 2 л. черт. : черт.; 20 см. - (Б-чка электромеханика СЦБ и связи).
- Автоматическая локомотивная сигнализация точечного типа с автостопом [Текст] / А. А. Танцюра, М. П. Красников, В. Я. Соболев. — Москва : Трансжелдориздат, 1955. — 128 с., 2 л. схем. : ил.; 22 см. — (Труды Всесоюзного научно-исследовательского института железнодорожного транспорта; Вып. 108).
- Поездная и станционная радиосвязь [Текст] : [Учебник для вузов ж.-д. транспорта] / Г. Н. Зражевский, А. А. Танцюра. — Москва : Транспорт, 1971. — 248 с., 2 отд. л. схем. : черт.; 22 см.
- Радиостанция типа ЖР-3М [Текст] / А. А. Танцюра, Г. М. Уманский, С. И. Тропкин и др. ; Под общ. ред. А. А. Танцюры. — Москва : Транспорт, 1969. — 204 с., 4 отд. л. схем. : ил.; 22 см.
- Усовершенствованная система поездной радиосвязи с применением радиостанций ЖР-1 [Текст] / А. А. Танцюра, А. А. Устинский, Г. М. Упендик-Уманский, Б. С. Смирнов ; Всесоюз. науч.-исслед. ин-т ж.-д. транспорта. — Москва : Трансжелдориздат, 1955. — 144 с., 3 л. схем. : ил.; 22 см.
- Радиотехнические системы железнодорожного транспорта : учеб. для вузов ж.д. трансп. / Ю. В. Ваванов, А. В. Елизаренко, А. А. Танцюра. - М. : Транспорт, 1991. - 303 с. - ISBN 5-277-01085-8
- Поездная  и  станционная  радиосвязь  /Г.  Н.  Зражевский,  Ю.  В. Ваванов, А. В. Елизаренко, А. А. Танцюра, С. И. Тропкин. М.: Транспорт, 1988. 344 с.